# Ociotettix lubricus
Ociotettix lubricus är en insektsart som beskrevs av Christiane Amédégnato och Marius Descamps 1979. Ociotettix lubricus ingår i släktet Ociotettix och familjen gräshoppor. Inga underarter finns listade i Catalogue of Life.